# 2002年のF1世界選手権

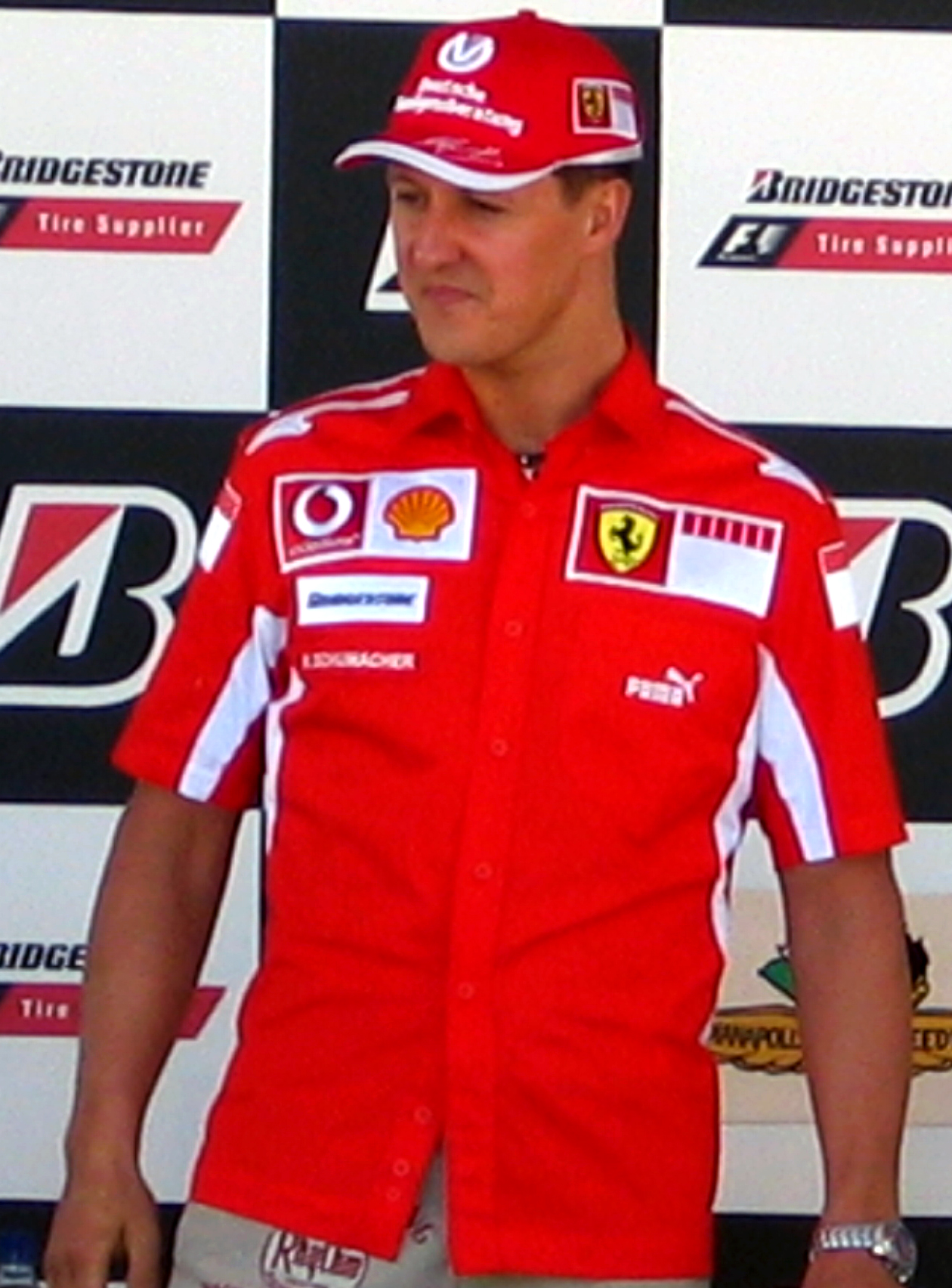
2002年のF1世界選手権において5度目のドライバーズタイトルを獲得したミハエル・シューマッハ

2002年のF1世界選手権（2002ねんのエフワンせかいせんしゅけん）は、FIAフォーミュラ1世界選手権の第53回大会である。2002年3月3日にオーストラリアで開幕し、10月13日に日本で開催される最終戦まで、全17戦で争われた。

## シーズン概要

### フェラーリ席巻

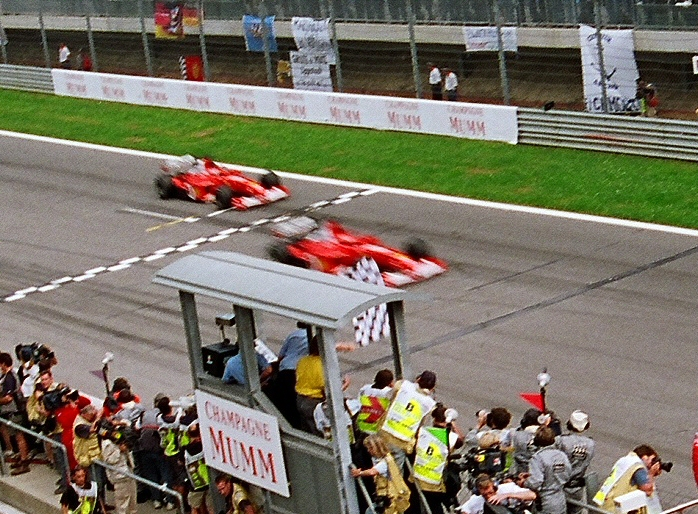
オーストリアGPでのフェラーリ

フェラーリは第4戦から新車「フェラーリ・F2002」投入する予定であり、第3戦までは旧車フェラーリ・F2001で戦う計画であった。開幕戦はミハエル・シューマッハが制したものの、第2戦はウィリアムズ優勝という展開に衝撃を受け、急きょ第3戦からシューマッハのみ新車を投入し同レースを優勝。第4戦からは予定通り2台とも新車を投入。以降はシーズンの主導権を握り続け、ドライバーズチャンピオンシップは、シューマッハが早くも第11戦フランスGPでタイトルを確定させ、3連覇を達成。同時に1950年代のF1チャンピオン、ファン・マヌエル・ファンジオとならぶ5度目のタイトル獲得を果たした。最終的には全レースで表彰台圏内フィニッシュ、当時最多となる年間11勝という類を見ない記録を打ち立てた。チームメイトでランキング2位のルーベンス・バリチェロとのワンツーフィニッシュも9回を数えたが、第6戦オーストリアGPでは、最終ラップでのチームオーダーにより首位を走行していたバリチェロがシューマッハに勝利を譲るなど、物議を醸すようなシーンも見られ、翌2003年にはチームオーダーが禁止された。
コンストラクターズチャンピオンシップも、第12戦の段階でフェラーリのタイトルが確定。チームとしては17戦15勝を挙げ、当時最多となる221ポイントを獲得したが、これは他10チームがこの2002年のチャンピオンシップで獲得したポイントと同数である。フェラーリの独走によりレースがつまらなくなるという声もきかれ、FIAは翌年に大幅なレギュレーション改定を行うに至った。

### ライバルたちの苦戦
この年はマクラーレンが失速し、ウィリアムズがフェラーリの脅威となった。
ウィリアムズは、前年3勝を挙げたミハエル・シューマッハの弟ラルフ・シューマッハが第2戦マレーシアGPで優勝。これをワンツーフィニッシュしたことにより、暫定のコンストラクターズトップに浮上。予選ではファン・パブロ・モントーヤが第7戦モナコGPから第11戦フランスGPにかけての5レース連続でのポールポジション獲得を含めた計7回のポールポジションを獲得し、その点ではシューマッハに並ぶ活躍を見せ、度々フェラーリを脅かした。ところが、優勝は第2戦のラルフのみに留まり、序盤のリードもバリチェロのリタイアによるノーポイントの結果という面が強く、バリチェロが入賞し始めるとすぐに逆転された。また、マシンの信頼性不足が響き、モントーヤのほうはそれに度々泣かされて優勝するチャンスを逃し、予選の好走を生かし切れずにシーズンを終えた。ラルフは1勝を挙げたものの、モントーヤに比べ予選で結果を残せず、決勝もマシントラブルで完走扱いも含めたノーポイントになる場面が目立った。
前年タイトル争いを演じたマクラーレンだが、表彰台の常連ではあったが、タイヤをミシュランにスイッチしたことなどのマシンの熟成不足で失速。ポールポジションは一度も獲得できなかった。それでも、デビッド・クルサードが第7戦モナコGPで優勝したが、優勝もその1度のみであった。チームメイトのキミ・ライコネンは開幕戦での3位表彰台獲得や第14戦ベルギーGPでフロントローを獲得するなど活躍したが、レースでは信頼性不足や事故などにより10レースでリタイヤ。結果コンストラクターズランキング2位の座はウィリアムズに奪われた。
ワークス体制復活のルノーはエンジンパワーが不足していたが、マシンバランスに優れたニューマシンを駆り、ジェンソン・バトンとヤルノ・トゥルーリの活躍により、コンストラクターズチャンピオンシップ4位を獲得した。ただし表彰台にはあがれず、マレーシアGPではバトンが終盤にチャンスを逃し、結局2回の4位が最高位であった。トゥルーリも2回、4位を獲得したがリタイヤが多かった。

### 数ポイントの明暗
この年のコンストラクターズだが、参戦した全チームがポイント獲得を果たすという当時としては珍しいシーズンであった。また、5位から8位までのポイント差が4ポイント圏内に密集しており、該当するチームが入賞するたびに順位が必ず変動することが多かった。そんななか、この年新規参戦を果たしたトヨタは思わぬ展開となった。
2001年コンストラクターズ5位を獲得したザウバーはニック・ハイドフェルドとフェリペ・マッサのコンビで参戦したが、ルノーの躍進により4位を守ることができなかった。それでも、ダブル入賞2回など好走した面もあり、コンストラクターズ5位は死守した。この年デビューのマッサはハイドフェルドをたまに上回って見せたが、粗さも目立ち、アメリカGPではグリッド降格のペナルティを避けるためにアロウズの撤退でシートを失っていたハインツ＝ハラルド・フレンツェンに交代させられる。
ジョーダン・グランプリはシーズン序盤はマシン開発の失敗により不振に陥ったうえ、トラブルやアクシデントも多く、第6戦オーストリアGPの決勝で佐藤琢磨がスピンしたハイドフェルドに追突されるという大クラッシュに遭遇。病院に搬送され負傷欠場の危機もあったが軽症で済み翌戦から復帰している。第11戦フランスGPではフィジケラがプラクティスでクラッシュし、レースには参戦できなくなるなど、運のなさが目立った。また、第8戦までにジャンカルロ・フィジケラが3度の入賞を果たしたが、トラブルやアクシデントに泣かされた面もあるが、チームとしては入賞かリタイアという状況であった。佐藤琢磨のほうはそれに苦しみ、ノーポイントのレースが続いた。第9戦以降はフィジケラが第13戦で入賞。琢磨は最終戦前までの最高位がドイツGPの8位と伸び悩んでいたが最終戦・母国レースとなる日本GPで予選7位・決勝5位を獲得し、チームのコンストラクターズ6位浮上に貢献した。
ジャガー・レーシングはフェラーリ、ウィリアムズ、マクラーレンの「3強」以外で唯一となる3位表彰台をイタリアGPで獲得したものの、この表彰台以外の他2回の入賞にとどまった。それが響いて、ジョーダンの最終戦での入賞によりコンストラクターズ7位に転落。また、結果的にこれがジャガーとエディ・アーバインにとっての最後の表彰台になった。また、マシンに問題を多く抱え信頼性も不足しており、フランスGPではブレーキングポイントでリアウィングが脱落するなどした。ペドロ・デ・ラ・ロサは、予選ではアーバインを上回るパフォーマンスを見せていたが、F1参戦以来初の無得点でシーズンを終えた。
コンストラクターズ8位のB・A・Rは第10戦イギリスGPでダブル入賞するまで、唯一のノーポイントチームであった。最終的にはダブル入賞以外では両ドライバーが第10戦以降に1回ずつ入賞しただけで終わった。オリビエ・パニスは開幕戦から7戦連続でリタイヤするなど速さも信頼性も欠いた。BARに移籍してから不振が続くジャック・ヴィルヌーヴはCARTに復帰するのではないかといううわさが常に付きまとっていた。
ミナルディは新人マーク・ウェバーが活躍した。開幕戦オーストラリアGPでは5位でフィニッシュ。1999年ヨーロッパグランプリ以来のポイント獲得となった。ポイント獲得はこのレースだけであったが、第11戦フランスGPではランキング的には上位のジャガーより前の8位でフィニッシュしている。また、ウェバーの入賞により、同ポイントのトヨタと並んだうえ、最高位の関係でコンストラクターズ9位獲得に成功した。その一方でアレックス・ユーンは3回の予選落ちを喫し、ドイツGPで予選落ちした後休養をとり、代わりにアンソニー・デビッドソンが起用された。ただ、チームの資金不足が時折表面化し、第5戦スペインGPのフリー走行中にリアウイングのトラブルが発生し、決勝までに解決することができず、参戦を見合わせる事態となった。
トヨタはこの年新規参戦を果たした。ミカ・サロが開幕戦オーストラリアGPとブラジルGPをそれぞれ6位入賞を果たしたが、アラン・マクニッシュは最高位が7位で入賞はならなかった。マクニッシュは21世紀では珍しい30代でのF1デビューであったが、結局F1の参戦はこの年限りとなり、最終戦日本グランプリでは予選で大クラッシュを喫し決勝レースの出走を断念した。また、成績面では入賞数ではミナルディを上回ったが、最高位の関係で敗れてしまい、まさかのワークスチームが実質最下位という展開となった。
アロウズはマシン自体はまずまずであり、ハインツ＝ハラルド・フレンツェンがスペインGPとモナコGPで6位入賞（モナコがアロウズにとっての最後の入賞となった）。しかしチームの資金難はいよいよ深刻なものとなり、フランスGPでは意図的な予選落ちをドライバーに指示させる状況にまでなり、ドイツGPを最後に撤退した。

### デビューと引退
この年、佐藤琢磨がF1デビューを果たしたほか、フェリペ・マッサ、アラン・マクニッシュ、マーク・ウェバーがF1デビューした。シーズン途中、アンソニー・デビッドソンもF1デビューを果たした。とくにマーク・ウェバー（ミナルディ）が彼にとって地元GPであり、初戦であった開幕戦オーストラリアGPで5位入賞を果たすという快挙を成し遂げた。ミナルディの入賞は、1999年以来であった。
ミカ・サロは2003年トヨタで走らないことを明言（実質的には解雇され）、引退となった。エディ・アーバインもジャガーに2003年残留すると思われたが、チームはマーク・ウェバーとアントニオ・ピッツォニアを起用するとし、アーバインは噂されたジョーダンへの移籍もかなわず、結局引退となった。アラン・マクニッシュは翌年ルノーのサードドライバーになったが、結局F1レギュラードライバーには復帰できなかった。エンリケ・ベルノルディもその後はF1レギュラー復帰はならず。アレックス・ユーンもF1を去った。
ペドロ・デ・ラ・ロサはジャガーを解雇され、2003年にマクラーレンのテストドライバーとなった。また、佐藤琢磨、フェリペ・マッサもそれぞれBAR、フェラーリのテストドライバーとなり、2004年から（佐藤琢磨については2003年最終戦から）レースに復帰している。
なお、昨年日本グランプリのあと休養していたミカ・ハッキネンはドイツグランプリの場で、正式に引退を表明した。
コンストラクターとしてはルノーがフルワークス体制でF1復帰。トヨタが新規参戦を果たした。その一方でアロウズがドイツグランプリを最後に欠場し、シーズンオフにはチームごと消滅してしまった。

## 開催地及び勝者
| ラウンド | レース                   | 開催日   | 開催地                 | ポールポジション           | ファステストラップ         | 優勝者                 | コンストラクター        | レポート |
| -------- | ------------------------ | -------- | ---------------------- | -------------------------- | -------------------------- | ---------------------- | ----------------------- | -------- |
| 1        | オーストラリアグランプリ | 3月3日   | メルボルン             | ルーベンス・バリチェロ     | キミ・ライコネン           | ミハエル・シューマッハ | フェラーリ              | 詳細     |
| 2        | マレーシアグランプリ     | 3月17日  | セパン                 | ミハエル・シューマッハ     | ファン・パブロ・モントーヤ | ラルフ・シューマッハ   | ウィリアムズ-BMW        | 詳細     |
| 3        | ブラジルグランプリ       | 3月31日  | インテルラゴス         | ファン・パブロ・モントーヤ | ファン・パブロ・モントーヤ | ミハエル・シューマッハ | フェラーリ              | 詳細     |
| 4        | サンマリノグランプリ     | 4月14日  | イモラ                 | ミハエル・シューマッハ     | ルーベンス・バリチェロ     | ミハエル・シューマッハ | フェラーリ              | 詳細     |
| 5        | スペイングランプリ       | 4月28日  | バルセロナ             | ミハエル・シューマッハ     | ミハエル・シューマッハ     | ミハエル・シューマッハ | フェラーリ              | 詳細     |
| 6        | オーストリアグランプリ   | 5月12日  | A1リンク               | ルーベンス・バリチェロ     | ミハエル・シューマッハ     | ミハエル・シューマッハ | フェラーリ              | 詳細     |
| 7        | モナコグランプリ         | 5月26日  | モナコ                 | ファン・パブロ・モントーヤ | ルーベンス・バリチェロ     | デビッド・クルサード   | マクラーレン-メルセデス | 詳細     |
| 8        | カナダグランプリ         | 6月9日   | モントリオール         | ファン・パブロ・モントーヤ | ファン・パブロ・モントーヤ | ミハエル・シューマッハ | フェラーリ              | 詳細     |
| 9        | ヨーロッパグランプリ     | 6月23日  | ニュルブルクリンク     | ファン・パブロ・モントーヤ | ミハエル・シューマッハ     | ルーベンス・バリチェロ | フェラーリ              | 詳細     |
| 10       | イギリスグランプリ       | 7月7日   | シルバーストン         | ファン・パブロ・モントーヤ | ルーベンス・バリチェロ     | ミハエル・シューマッハ | フェラーリ              | 詳細     |
| 11       | フランスグランプリ       | 7月21日  | マニクール             | ファン・パブロ・モントーヤ | デビッド・クルサード       | ミハエル・シューマッハ | フェラーリ              | 詳細     |
| 12       | ドイツグランプリ         | 7月28日  | ホッケンハイムリンク   | ミハエル・シューマッハ     | ミハエル・シューマッハ     | ミハエル・シューマッハ | フェラーリ              | 詳細     |
| 13       | ハンガリーグランプリ     | 8月18日  | ハンガロリンク         | ルーベンス・バリチェロ     | ミハエル・シューマッハ     | ルーベンス・バリチェロ | フェラーリ              | 詳細     |
| 14       | ベルギーグランプリ       | 9月1日   | スパ・フランコルシャン | ミハエル・シューマッハ     | ミハエル・シューマッハ     | ミハエル・シューマッハ | フェラーリ              | 詳細     |
| 15       | イタリアグランプリ       | 9月15日  | モンツァ               | ファン・パブロ・モントーヤ | ルーベンス・バリチェロ     | ルーベンス・バリチェロ | フェラーリ              | 詳細     |
| 16       | アメリカグランプリ       | 9月29日  | インディアナポリス     | ミハエル・シューマッハ     | ルーベンス・バリチェロ     | ルーベンス・バリチェロ | フェラーリ              | 詳細     |
| 17       | 日本グランプリ           | 10月13日 | 鈴鹿                   | ミハエル・シューマッハ     | ミハエル・シューマッハ     | ミハエル・シューマッハ | フェラーリ              | 詳細     |

## エントリーリスト
| エントラント                                                                    | コンストラクター | シャーシ     | エンジン               | タイヤ | ドライバー                                                                       |
| ------------------------------------------------------------------------------- | ---------------- | ------------ | ---------------------- | ------ | -------------------------------------------------------------------------------- |
| スクーデリア・フェラーリ・マールボロ                                            | フェラーリ       | F2001B F2002 | フェラーリTipo050D,051 | B      | 1.ミハエル・シューマッハ 2.ルーベンス・バリチェロ                                |
| ウエスト・マクラーレン・メルセデス                                              | マクラーレン     | MP4-17       | メルセデスFO110L       | M      | 3.デビッド・クルサード 4.キミ・ライコネン                                        |
| BMW・ウィリアムズF1チーム                                                       | ウィリアムズ     | FW24         | BMWP82                 | M      | 5.ラルフ・シューマッハ 6.ファン・パブロ・モントーヤ                              |
| レッドブル・ザウバー・ペトロナス                                                | ザウバー         | C21          | ペトロナス02A          | B      | 7.ニック・ハイドフェルド 8.フェリペ・マッサ (8.)ハインツ＝ハラルド・フレンツェン |
| DHL・ジョーダン・ホンダ                                                         | ジョーダン       | EJ12         | ホンダRA002E           | B      | 9.ジャンカルロ・フィジケラ 10.佐藤琢磨                                           |
| ラッキーストライク・レイナード・ ブリティッシュ・アメリカン・レーシング・ホンダ | B・A・R          | 004          | ホンダRA002E           | B      | 11.ジャック・ヴィルヌーヴ 12.オリビエ・パニス                                    |
| マイルドセブン・ルノーF1チーム                                                  | ルノー           | R202         | ルノーRS22             | M      | 14.ヤルノ・トゥルーリ 15.ジェンソン・バトン                                      |
| ジャガー・レーシング                                                            | ジャガー         | R3           | コスワースCR-4         | M      | 16.エディ・アーバイン 17.ペドロ・デ・ラ・ロサ                                    |
| オレンジ・アロウズ                                                              | アロウズ         | A23          | コスワースCR-3         | B      | 20.ハインツ＝ハラルド・フレンツェン 21.エンリケ・ベルノルディ                    |
| KL・ミナルディ・アジアテック                                                    | ミナルディ       | PS02         | アジアテックAT02       | M      | 22.アレックス・ユーン (22.)アンソニー・デビッドソン 23.マーク・ウェバー          |
| パナソニック・トヨタ・レーシング                                                | トヨタ           | TF102        | トヨタRVX-02           | M      | 24.ミカ・サロ 25.アラン・マクニッシュ                                            |

- トム・ウォーキンショーがプロスト・グランプリを買収し誕生したフェニックスがプロスト・AP04にハートエンジンを搭載、ドライバーにタルソ・マルケスとガストン・マッツァカーネを起用し、マレーシアGPに登場したが参戦は認められなかった。
- カーナンバー18と19はプロストの為の番号であり、撤退したため欠番となった。

### ドライバー変更
- ハインツ＝ハラルド・フレンツェン - 第16戦アメリカGPでマッサに代わり出走
- アンソニー・デビッドソン - 第13戦ハンガリーGP、第14戦ベルギーGPでユーンに代わり出走

## 2002年のドライバーズランキング
| 順位 | ドライバー                       | AUS | MAL | BRA | SMR | ESP | AUT | MON | CAN | EUR | GBR | FRA | GER | HUN | BEL | ITA | USA | JPN | ポイント |
| ---- | -------------------------------- | --- | --- | --- | --- | --- | --- | --- | --- | --- | --- | --- | --- | --- | --- | --- | --- | --- | -------- |
| 1    | ミハエル・シューマッハ           | 1   | 3   | 1   | 1   | 1   | 1   | 2   | 1   | 2   | 1   | 1   | 1   | 2   | 1   | 2   | 2   | 1   | 144      |
| 2    | ルーベンス・バリチェロ           | Ret | Ret | Ret | 2   | DNS | 2   | 7   | 3   | 1   | 2   | DNS | 4   | 1   | 2   | 1   | 1   | 2   | 77       |
| 3    | ファン・パブロ・モントーヤ       | 2   | 2   | 5   | 4   | 2   | 3   | Ret | Ret | Ret | 3   | 4   | 2   | 11  | 3   | Ret | 4   | 4   | 50       |
| 4    | ラルフ・シューマッハ             | Ret | 1   | 2   | 3   | 11  | 4   | 3   | 7   | 4   | 8   | 5   | 3   | 3   | 5   | Ret | 16  | 11  | 42       |
| 5    | デビッド・クルサード             | Ret | Ret | 3   | 6   | 3   | 6   | 1   | 2   | Ret | 10  | 3   | 5   | 5   | 4   | 7   | 3   | Ret | 41       |
| 6    | キミ・ライコネン                 | 3   | Ret | 12  | Ret | Ret | Ret | Ret | 4   | 3   | Ret | 2   | Ret | 4   | Ret | Ret | Ret | 3   | 24       |
| 7    | ジェンソン・バトン               | Ret | 4   | 4   | 5   | 12  | 7   | Ret | 15  | 5   | 12  | 6   | Ret | Ret | Ret | 5   | 8   | 6   | 14       |
| 8    | ヤルノ・トゥルーリ               | Ret | Ret | Ret | 9   | 10  | Ret | 4   | 6   | 8   | Ret | Ret | Ret | 8   | Ret | 4   | 5   | Ret | 9        |
| 9    | エディ・アーバイン               | 4   | Ret | 7   | Ret | Ret | Ret | 9   | Ret | Ret | Ret | Ret | Ret | Ret | 6   | 3   | 10  | 9   | 8        |
| 10   | ニック・ハイドフェルド           | Ret | 5   | Ret | 10  | 4   | Ret | 8   | 12  | 7   | 6   | 7   | 6   | 9   | 10  | 10  | 9   | 7   | 7        |
| 11   | ジャンカルロ・フィジケラ         | Ret | 13  | Ret | Ret | Ret | 5   | 5   | 5   | Ret | 7   | WD  | Ret | 6   | Ret | 8   | 7   | Ret | 7        |
| 12   | ジャック・ヴィルヌーヴ           | Ret | 8   | 10  | 7   | 7   | 10  | Ret | Ret | 12  | 4   | Ret | Ret | Ret | 8   | 9   | 6   | Ret | 4        |
| 13   | フェリペ・マッサ                 | Ret | 6   | Ret | 8   | 5   | Ret | Ret | 9   | 6   | 9   | Ret | 7   | 7   | Ret | Ret |     | Ret | 4        |
| 14   | オリビエ・パニス                 | Ret | Ret | Ret | Ret | Ret | Ret | Ret | 8   | 9   | 5   | Ret | Ret | 12  | 12  | 6   | 12  | Ret | 3        |
| 15   | 佐藤琢磨                         | Ret | 9   | 9   | Ret | Ret | Ret | Ret | 10  | 16  | Ret | Ret | 8   | 10  | 11  | 12  | 11  | 5   | 2        |
| 16   | マーク・ウェバー                 | 5   | Ret | 11  | 11  | DNS | 12  | 11  | 11  | 15  | Ret | 8   | Ret | 16  | Ret | Ret | Ret | 10  | 2        |
| 17   | ミカ・サロ                       | 6   | 12  | 6   | Ret | 9   | 8   | Ret | Ret | Ret | Ret | Ret | 9   | 15  | 7   | 11  | 14  | 8   | 2        |
| 18   | ハインツ＝ハラルド・フレンツェン | DSQ | 11  | Ret | Ret | 6   | 11  | 6   | 13  | 13  | Ret | DNQ | Ret |     |     |     | 13  |     | 2        |
| 19   | アラン・マクニッシュ             | Ret | 7   | Ret | Ret | 8   | 9   | Ret | Ret | 14  | Ret | 11  | Ret | 14  | 9   | Ret | 15  | DNS | 0        |
| 20   | アレックス・ユーン               | 7   | Ret | 13  | DNQ | DNS | Ret | Ret | 14  | Ret | DNQ | 10  | DNQ |     |     | 13  | Ret | Ret | 0        |
| 21   | ペドロ・デ・ラ・ロサ             | 8   | 10  | 8   | Ret | Ret | Ret | 10  | Ret | 10  | 11  | 9   | Ret | 13  | Ret | Ret | Ret | Ret | 0        |
| 22   | エンリケ・ベルノルディ           | DSQ | Ret | Ret | Ret | Ret | Ret | 12  | Ret | 11  | Ret | DNQ | Ret |     |     |     |     |     | 0        |
| -    | アンソニー・デビッドソン         |     |     |     |     |     |     |     |     |     |     |     |     | Ret | Ret |     |     |     | 0        |
| 順位 | ドライバー                       | AUS | MAL | BRA | SMR | ESP | AUT | MON | CAN | EUR | GBR | FRA | GER | HUN | BEL | ITA | USA | JPN | ポイント |

| 色   | 結果                                    |
| ---- | --------------------------------------- |
| 金色 | 勝者                                    |
| 銀色 | 2位                                     |
| 銅色 | 3位                                     |
| 緑   | ポイント獲得                            |
| 青   | 完走                                    |
| 青   | † 完走扱い（全周回数の90%以上走行）     |
| 青   | 規定周回数不足（NC）                    |
| 紫   | リタイア（Ret）                         |
| 赤   | 予選不通過（DNQ）                       |
| 赤   | 予備予選不通過（DNPQ）                  |
| 黒   | 失格（DSQ）                             |
| 白   | スタートせず（DNS）                     |
| 白   | レース中止（C）                         |
| 水色 | プラクティスのみ（PO）                  |
| 水色 | 金曜日テストドライバー（TD） 2003年以降 |
| 空欄 | プラクティス出走せず（DNP）             |
| 空欄 | 除外 (EX)                               |
| 空欄 | 到着せず (DNA)                          |
| 空欄 | 欠場 (WD)                               |

## 2002年のコンストラクターズランキング
| 順位 | コンストラクター        | 車番 | AUS | MAL | BRA | SMR | ESP | AUT | MON | CAN | EUR | GBR | FRA | GER | HUN | BEL | ITA | USA | JPN | ポイント |
| ---- | ----------------------- | ---- | --- | --- | --- | --- | --- | --- | --- | --- | --- | --- | --- | --- | --- | --- | --- | --- | --- | -------- |
| 1    | フェラーリ              | 1    | 1   | 3   | 1   | 1   | 1   | 1   | 2   | 1   | 2   | 1   | 1   | 1   | 2   | 1   | 2   | 2   | 1   | 221      |
| 1    | フェラーリ              | 2    | Ret | Ret | Ret | 2   | DNS | 2   | 7   | 3   | 1   | 2   | DNS | 4   | 1   | 2   | 1   | 1   | 2   | 221      |
| 2    | ウィリアムズ-BMW        | 5    | Ret | 1   | 2   | 3   | 11  | 4   | 3   | 7   | 4   | 8   | 5   | 3   | 3   | 5   | Ret | 16  | 11  | 92       |
| 2    | ウィリアムズ-BMW        | 6    | 2   | 2   | 5   | 4   | 2   | 3   | Ret | Ret | Ret | 3   | 4   | 2   | 11  | 3   | Ret | 4   | 4   | 92       |
| 3    | マクラーレン-メルセデス | 3    | Ret | Ret | 3   | 6   | 3   | 6   | 1   | 2   | Ret | 10  | 3   | 5   | 5   | 4   | 7   | 3   | Ret | 65       |
| 3    | マクラーレン-メルセデス | 4    | 3   | Ret | 12  | Ret | Ret | Ret | Ret | 4   | 3   | Ret | 2   | Ret | 4   | Ret | Ret | Ret | 3   | 65       |
| 4    | ルノー                  | 14   | Ret | Ret | Ret | 9   | 10  | Ret | 4   | 6   | 8   | Ret | Ret | Ret | 8   | Ret | 4   | 5   | Ret | 23       |
| 4    | ルノー                  | 15   | Ret | 4   | 4   | 5   | 12  | 7   | Ret | 15  | 5   | 12  | 6   | Ret | Ret | Ret | 5   | 8   | 6   | 23       |
| 5    | ザウバー-ペトロナス     | 7    | Ret | 5   | Ret | 10  | 4   | Ret | 8   | 12  | 7   | 6   | 7   | 6   | 9   | 10  | 10  | 9   | 7   | 11       |
| 5    | ザウバー-ペトロナス     | 8    | Ret | 6   | Ret | 8   | 5   | Ret | Ret | 9   | 6   | 9   | Ret | 7   | 7   | Ret | Ret | 13  | Ret | 11       |
| 6    | ジョーダン-ホンダ       | 9    | Ret | 13  | Ret | Ret | Ret | 5   | 5   | 5   | Ret | 7   | DNQ | Ret | 6   | Ret | 8   | 7   | Ret | 9        |
| 6    | ジョーダン-ホンダ       | 10   | Ret | 9   | 9   | Ret | Ret | Ret | Ret | 10  | 16  | Ret | Ret | 8   | 10  | 11  | 12  | 11  | 5   | 9        |
| 7    | ジャガー-コスワース     | 16   | 4   | Ret | 7   | Ret | Ret | Ret | 9   | Ret | Ret | Ret | Ret | Ret | Ret | 6   | 3   | 10  | 9   | 8        |
| 7    | ジャガー-コスワース     | 17   | 8   | 10  | 8   | Ret | Ret | Ret | 10  | Ret | 10  | 11  | 9   | Ret | 13  | Ret | Ret | Ret | Ret | 8        |
| 8    | BAR-ホンダ              | 11   | Ret | 8   | 10  | 7   | 7   | 10  | Ret | Ret | 12  | 4   | Ret | Ret | Ret | 8   | 9   | 6   | Ret | 7        |
| 8    | BAR-ホンダ              | 12   | Ret | Ret | Ret | Ret | Ret | Ret | Ret | 8   | 9   | 5   | Ret | Ret | 12  | 12  | 6   | 12  | Ret | 7        |
| 9    | ミナルディ-アジアテック | 22   | 7   | Ret | 13  | DNQ | DNS | Ret | Ret | 14  | Ret | DNQ | 10  | DNQ | Ret | Ret | 13  | Ret | Ret | 2        |
| 9    | ミナルディ-アジアテック | 23   | 5   | Ret | 11  | 11  | DNS | 12  | 11  | 11  | 15  | Ret | 8   | Ret | 16  | Ret | Ret | Ret | 10  | 2        |
| 10   | トヨタ                  | 24   | 6   | 12  | 6   | Ret | 9   | 8   | Ret | Ret | Ret | Ret | Ret | 9   | 15  | 7   | 11  | 14  | 8   | 2        |
| 10   | トヨタ                  | 25   | Ret | 7   | Ret | Ret | 8   | 9   | Ret | Ret | 14  | Ret | 11  | Ret | 14  | 9   | Ret | 15  | DNS | 2        |
| 11   | アロウズ-コスワース     | 20   | DSQ | 11  | Ret | Ret | 6   | 11  | 6   | 13  | 13  | Ret | DNQ | Ret |     |     |     |     |     | 2        |
| 11   | アロウズ-コスワース     | 21   | DSQ | Ret | Ret | Ret | Ret | Ret | 12  | Ret | 11  | Ret | DNQ | Ret |     |     |     |     |     | 2        |
| 順位 | コンストラクター        | 車番 | AUS | MAL | BRA | SMR | ESP | AUT | MON | CAN | EUR | GBR | FRA | GER | HUN | BEL | ITA | USA | JPN | ポイント |